# Шкуматов, Пётр Михайлович
Пётр Михайлович Шкуматов (род. 26 января 1979, Москва) — координатор движения «Общество синих ведёрок», образованного в апреле 2010 года, популярный блогер. Один из учредителей «Лиги избирателей», созданной в январе 2012 года. Член общественного совета ГУ МВД России по Москве. Руководитель рабочей группы ОНФ «Защита прав автомобилистов»

## Биография
Пётр Шкуматов, согласно информации, которую он публиковал в своих аккаунтах в различных социальных сетях, родился 26 января 1979 года в Москве. Некоторое время Шкуматов учился в школе № 522. В прессе он упоминался как «химик», что, по всей видимости, относилось к его образованию: известно, что в 2002 году он окончил Высший химический колледж Российской академии наук. В ноябре 2011 — январе 2012 года Шкуматов о себе в интервью сообщал, что является безработным и живет на остатки денег, заработанных ранее.
В СМИ Шкуматов начал упоминаться в связи с деятельностью движения «Общество Синих Ведёрок» (ОСВ), которое возникло в 2010 году как реакция на ряд вызвавших широкий общественный резонанс и активно обсуждавшихся в сети инцидентов с участием автомашин с «мигалками». Датой возникновения движения ОСВ стало считаться 14 апреля, когда в «Живом Журнале» появилось сообщество ru_vederko. Хотя в первые месяцы существования ОСВ Шкуматов в сообщениях прессы не фигурировал, сам он говорил, что ездил по Москве с синим ведерком «с самого начала».
В интервью «Московскому комсомольцу» Шкуматов рассказал, что именно подтолкнуло его к участию в акциях «Синих Ведёрок». По его словам, однажды вечером он «пошел за пивом», но на светофоре его ударила боковым зеркалом по руке машина с «мигалкой», которая ехала на красный свет по встречной полосе с большой скоростью. При этом особенно Шкуматова впечатлил тот факт, что свидетель ДТП, водитель другой машины, сделал вид, что ничего не заметил — «настолько он перепугался». Тогда же Шкуматов рассказал, что в тот день, когда он впервые пришел на акцию ОСВ, его задержал ОМОН. Те не менее, в дальнейшем гражданский активист продолжил выступать участником и организатором акций ОСВ, многие из которых встречали противодействие со стороны сотрудников Государственной инспекции безопасности дорожного движения (ГИБДД).
Впервые в прессе имя Шкуматова появилось летом того же 2010 года: он был назван одним из участников и организаторов акции «Ведерок», посвященной годовщине Госавтоинспекции, когда состоялся «мирный авто-велопробег» по Кутузовскому проспекту на машинах с закрепленными на их крышах ведерками. С августа того же года Шкуматов стал фигурировать в СМИ как координатор ОСВ.
Осенью 2011 года, когда участники ОСВ активно выступили против новой инициативы московских властей — появления на дорогах специальных полос для общественного транспорта, Шкуматов проводил собственное исследование на эту тему и его результаты опубликовал в блоге движения. Наблюдения правозащитника за выделенной полосой в центре Москвы показали, что она использовалась преимущественно как «полоса для депутатов и министров», машин которых «там ездит в несколько раз больше, чем самого общественного транспорта». В конце декабря того же года СМИ сообщили, что в программу внедрения выделенных полос, изначально предусматривавшую постоянный режим их работы, были внесены изменения, что стало результатом «большого общественного возмущения» по поводу предлагаемого властями режима движения по «выделенке».

## Участие в протестном движении 2011 года
5 декабря 2011 года Шкуматов принял участие в митинге протеста, прошедшем после оглашения итогов прошедших в том же месяце выборов в Госдуму шестого созыва. Около трехсот участников акции были задержаны полицией, в том числе, как сообщали некоторые СМИ, и Шкуматов (вместе с тем сам он говорил лишь, что «был в первых рядах» и по нему «били дубинками», а ночью он был свободен и дежурил у различных ОВД, в которые полицейские могли доставить блогера Алексея Навального и других задержанных). Шкуматов принимал участие и в последовавших за этой акциях протеста: он выступил на митинге «За честные выборы», состоявшемся в Москве на Болотной площади 10 декабря 2011 года, участвовал он и в следующем, более массовом, митинге «За честные выборы», состоявшемся на проспекте Сахарова 24 декабря 2011 года.

## Лига избирателей
В январе 2012 года Петр Шкуматов вошел в число учредителей «Лиги избирателей» — организации, которая была создана для координации протестного движения и контроля за выборами. В число учредителей Лиги вошли шестнадцать человек, в том числе телеведущий Леонид Парфенов, блогеры Рустем Адагамов и Илья Варламов, писатель Григорий Чхартишвили (Борис Акунин), музыкант Юрий Шевчук, журналист Ольга Романова, писатель Дмитрий Быков. Шкуматов отмечал, что «базовым посылом» создания Лиги стало «отсутствие политиков» в её рядах. По словам координатора ОСВ, организация не планировала сотрудничать с внесистемной оппозицией и была образована как «дань уважения» тем, кто вышел на улицы, выступив «против нечестных выборов». Первой акцией Лиги стал состоявшийся 29 января 2012 года автопробег по Садовому кольцу с требованиями честных выборов.
В 2011 году Шкуматов, выступая в прессе, подчеркивал, что ОСВ — «просто неформальное сообщество блогеров», и что «очень часто формальный статус всё портит». Обращал он внимание и на то, что ОСВ не является политическим движением, потому что люди ездят на дорогах с мигалками «вне зависимости от политического режима». Однако уже в начале 2012 года в рядах «Общества Синих Ведерок» начались серьезные изменения: некоторые участников движения, в том числе и Шкуматов, решили официально зарегистрировать ОСВ в форме межрегиональной общественной организации. В качестве плюсов нового статуса координатор движения указывал возможность вести диалог с властью, а также осуществлять сбор средств на юридическую помощь автомобилистам. Часть членов ОСВ выступила против регистрации, и им было предложено составить «протестное» крыло, которое бы продолжало действовать в прежнем формате. 11 июля 2012 года Минюст отказал ОСВ в регистрации.
Журнал «Русский репортёр» в сентябре 2011 года включил Шкуматова в список «10 самых авторитетных общественников России» за «организацию самого массового общественного движения страны». По данным издания, за полтора года существования были «зарегистрированы более 10 тысяч участников» ОСВ. В СМИ «Синие ведерки» назвали «одним из самых популярных интернет-проектов», а самого Шкуматова — «одним из самых популярных блогеров» (его ник в сети — petunder). Сам же Шкуматов утверждал, что ОСВ нельзя отнести к числу проектов, поскольку движение возникло стихийно. Выступая на «Эхе Москвы», он говорил о том, что «массовое использование фото-видеоаппаратуры и сочетание с интернетом и с социальными сетями потихонечку начинает менять наш мир» и заявлял: «У страны единственный шанс — вместе с интернетом меняться, меняться». При этом проблему «мигалок» на дорогах координатор ОСВ склонен был рассматривать более широко, называя её "продолжением «болезни под названием 'эгоизм'», проявляющейся в стремлении тех, кто ею болен, к власти — чтобы получить возможность «тешить своё чувство собственной важности».
Шкуматов упоминал, что его собственная машина — Nissan Almera 2005 года выпуска. Говорил он и о своих увлечениях: в частности координатор ОСВ рассказывал, одно время был фанатом футбольного клуба «Локомотив» и «ходил на все матчи».
В интервью Шкуматов рассказывал, что был женат, однако супруга ушла от него после того, как он увлекся общественной деятельностью. «Люди хотят от тебя внимания, а у тебя ведерки и мигалки», — объяснял он.

## Дальнейшая судьба
На выборах мэра Москвы в 2018 году был доверенным лицом Ильи Свиридова.